# 6814-es mellékút (Magyarország)
A 6814-es számú mellékút egy közel tizenhét kilométer hosszú, négy számjegyű mellékút Somogy vármegyében. Nagyatádot köti össze Segesddel; korábban még a teljes szakasza a 68-as főút része volt.

## Nyomvonala
A 681-es főútból ágazik ki, annak 2+900-as kilométerszelvényénél lévő körforgalomból, Nagyatád központjában. Északnyugat felé indul, Somogyszobi utca néven, 400 méter után keresztezi a MÁV 38-as számú Nagyatád–Somogyszob-vasútvonalát, majd 1,1 kilométer után kilép a város házai közül.
3,7 kilométer megtétele után lép át Somogyszob közigazgatási területére, de ott még sokáig külterületek között halad. A 4+950-es kilométerszelvényénél kiágazik belőle délnyugat felé a 3,7 kilométer hosszú 68 105-ös út, ez Bolhás községbe vezet. A nyolcadik kilométere után az út keresztezi a 41-es számú Dombóvár–Gyékényes-vasútvonalat, Somogyszob vasútállomás nyugati végénél, és egyből be is lép a település házai közé, ahol Nagyatádi út néven nagyjából észak felé halad. 8,6 kilométer után, a központban kicsit nyugatabbi irányba tér, Kossuth Lajos utca néven, majd a 9. kilométerénél ismét északi irányt vesz és Szent Imre utca lesz a neve.
9,6 kilométer megtételét követően lép ki Somogyszob házai közül; a település északi külterületén északkeleti irányt vesz, így lép át 11,6 kilométer után Segesd területére. Korábban 12,8 kilométer megtétele előtt keresztezte a 37-es számú Somogyszob–Balatonszentgyörgy-vasútvonalat is, 14,6 kilométer után pedig eléri Segesd Alsósegesd településrészének lakott területét. Ott több irányváltása is van, a neve ennek ellenére majdnem végig Vörösmarty utca, a 16. kilométere után pedig Teleki utca. 16,3 kilométer után újból keresztezi a vasutat, majd a település központjában véget is ér, belecsatlakozva a 68-as főútba, annak 50+400-as kilométerszelvényénél. A 37-es vasútvonal útátjáróját 2022 novemberében felszámolták, miután a 2020 júliusában pusztító villámárvíz miatt a vonal déli részét kizárták a forgalomból.
Teljes hossza, az országos közutak térképes nyilvántartását szolgáló kira.gov.hu adatbázisa szerint 16,693 kilométer.

## Települések az út mentén
- Nagyatád
- Somogyszob
- Segesd

## Története
1934-ben a kereskedelem- és közlekedésügyi miniszter 70 846/1934. számú rendelete harmadrendű főúttá nyilvánította, a Böhönye-Vízvár közti 646-os főút részeként. Később a hazai főúthálózat egyes elemeinek átszámozásával a 68-as főút része lett. A főút Ötvöskónyin áthaladó szakaszának átadása után minősítették vissza mellékúttá.
A Cartographia 1970-ben kiadott Magyarország autótérképén ez a nyomvonal a 68-as főút részeként feltüntetve szerepel. Ugyanezen kiadó 1989-es kiadású Magyarország autóatlasza és 2004-es kiadású Világatlasza ezt az útvonalat már csak mellékútként szerepelteti, azok térképén a 68-as főút nyomvonala már Somogyszobot kelet felől elkerülve, Ötvöskónyi érintésével húzódik Nagyatád és Segesd között.